# VV De Valk in het seizoen 1956/57
Het seizoen 1956/1957 was het tweede jaar in het bestaan van de Valkenswaardse betaaldvoetbalclub De Valk. De club kwam uit in de Tweede divisie B en eindigde daarin op de 14e plaats. Tevens deed de club mee aan het toernooi om de KNVB beker, hierin werd in de eerste ronde, op basis van uitdoelpunten, verloren van IVO (2–2).

## Wedstrijdstatistieken

### Tweede divisie B
|       | Baronie | DHC   | DOSKO | 't Gooi | Hilversum | LONGA | N.E.C. | ONA   | RBC   | TOP   | UVS   | Wilhelmina | Zeist | ZFC   |
| ----- | ------- | ----- | ----- | ------- | --------- | ----- | ------ | ----- | ----- | ----- | ----- | ---------- | ----- | ----- |
| Thuis | 2 – 3   | 0 – 0 | 2 – 0 | 5 – 1   | 1 – 4     | 1 – 3 | 0 – 3  | 3 – 1 | 0 – 3 | 1 – 2 | 3 – 5 | 4 – 0      | 1 – 4 | 3 – 3 |
| Uit   | 2 – 1   | 1 – 4 | 3 – 2 | 7 – 0   | 5 – 4     | 4 – 1 | 3 – 1  | 8 – 6 | 2 – 1 | 3 – 2 | 5 – 0 | 1 – 1      | 0 – 1 | 5 – 2 |

### KNVB beker
| 1e ronde                                         | De Valk                            | 2 – 2 (2 – 1) | IVO                    |
| 26 augustus 1956 Plaats: Valkenswaard Leenderweg | Jos van der Palen 7' A. Mesman 40' |               | 5' Aerdts 55' Jan Duyf |

## Statistieken De Valk 1956/1957

### Eindstand De Valk in de Nederlandse Tweede divisie B 1956 / 1957
| Stand | Gespeeld | Gewonnen | Gelijk | Verloren | Punten | Doelpunten voor | Doelpunten tegen |
| ----- | -------- | -------- | ------ | -------- | ------ | --------------- | ---------------- |
| 14e   | 28       | 6        | 3      | 19       | 15     | 52              | 81               |

### Topscorers
| #              | Naam              | Goal |
| -------------- | ----------------- | ---- |
| 1.             | Jan Wilbers       | 18   |
| 2.             | Jo de Leest       | 13   |
| 3.             | Jos Maas          | 10   |
| 4.             | Theo Smolders     | 4    |
| 5.             | Toon Vereijken    | 2    |
| 6.             | Jacobus Jansen    | 1    |
| 6.             | Jos van der Palen | 1    |
| 6.             | Jan Prinsen       | 1    |
| 6.             | Harry Rijkers     | 1    |
| Eigen doelpunt |                   |      |
| –              | Villevoye (LONGA) | 1    |
| Totaal         | Totaal            | 52   |

| #      | Naam              | Goal |
| ------ | ----------------- | ---- |
| 1.     | A. Mesman         | 1    |
| 1.     | Jos van der Palen | 1    |
| Totaal | Totaal            | 2    |